# Duitsland op het Eurovisiesongfestival 1982
Duitsland deed mee aan het Eurovisiesongfestival 1982 in Harrogate. Het was de 27ste deelname van het land op het Eurovisiesongfestival. Voor de eerste keer in de geschiedenis kon Duitsland het festival winnen. Nicole zette een monsterscore neer van 161 punten.

## Selectieprocedure
De finale werd gehouden in de studio's van Bayerischer Rundfunk in München.
De winnaar werd gekozen door een representatief panel van 500 mensen..
| Volgorde | Artiest                       | Lied                         | Punten | Plaats |
| -------- | ----------------------------- | ---------------------------- | ------ | ------ |
| 1        | Gottlieb Wendehals            | Der Ohrwurm                  | 2029   | 11de   |
| 2        | Séverine                      | Ich glaub' an meine Träume   | 2717   | 10de   |
| 3        | Jennifer Kemp                 | Wie Phönix aus der Asche     | 1965   | 12de   |
| 4        | Mel Jersey                    | Schenk' mir eine Nacht       | 3227   | 7de    |
| 5        | Gaby Baginsky                 | So wie du bist               | 2802   | 9de    |
| 6        | Marianne Rosenberg            | Blue-Jeans-Kinder            | 2862   | 8ste   |
| 7        | Mary Roos en David Hanselmann | Lady                         | 3358   | 6de    |
| 8        | Paola                         | Peter Pan                    | 4318   | 2de    |
| 9        | Denise                        | Die Nacht der Lüge           | 3799   | 4de    |
| 10       | Hannes Schöner                | Nun sag' schon Adieu         | 3914   | 3de    |
| 11       | Jürgen Marcus                 | Ich würde gerne bei dir sein | 3439   | 5de    |
| 12       | Nicole                        | Ein bißchen Frieden          | 5116   | 1ste   |

## In Harrogate
In de finale van het Eurovisiesongfestival 1982 moest Duitsland optreden als 18de en laatste, net na Ierland. Op het einde van de puntentelling bleek dat Nicole op de eerste plaats geëindigd was met 161 punten.
De Duitse inzending ontving 9 keer het maximum van de punten.
Nederland had zes punten over voor deze inzending, België tien.

### Gekregen punten
| 12 punten                                                                                          | 10 punten                      | 8 punten                       | 7 punten | 6 punten     |
| -------------------------------------------------------------------------------------------------- | ------------------------------ | ------------------------------ | -------- | ------------ |
| - Cyprus - Denemarken - Ierland - Israël - Joegoslavië - Portugal - Spanje - Turkije - Zwitserland | - België - Finland - Noorwegen | - Verenigd Koninkrijk - Zweden |          | - Nederland  |
| 5 punten                                                                                           | 4 punten                       | 3 punten                       | 2 punten | 1 punt       |
| |                                |                                |          | - Oostenrijk |

### Gegeven punten
Punten gegeven in de finale:
| 12 punten | Israël              |
| 10 punten | Noorwegen           |
| 8 punten  | Luxemburg           |
| 7 punten  | Spanje              |
| 6 punten  | Cyprus              |
| 5 punten  | Nederland           |
| 4 punten  | België              |
| 3 punten  | Ierland             |
| 2 punten  | Zweden              |
| 1 punt    | Verenigd Koninkrijk |

1956 · 1957 · 1958 · 1959 · 1960 · 1961 · 1962 · 1963 · 1964 · 1965 · 1966 · 1967 · 1968 · 1969 · 1970 · 1971 · 1972 · 1973 · 1974 · 1975 · 1976 · 1977 · 1978 · 1979 · 1980 · 1981 · 1982 · 1983 · 1984 · 1985 · 1986 · 1987 · 1988 · 1989 · 1990 · 1991 · 1992 · 1993 · 1994 · 1995 · 1996 · 1997 · 1998 · 1999 · 2000 · 2001 · 2002 · 2003 · 2004 · 2005 · 2006 · 2007 · 2008 · 2009 · 2010 · 2011 · 2012 · 2013 · 2014 · 2015 · 2016 · 2017 · 2018 · 2019 · 2020 · 2021 · 2022 · 2023 · 2024 · 2025